# Heteranthera limosa
Lila de agua  o marita (Heteranthera limosa) es una especia de planta acuática de la familia Pontederiaceae originaria del Neotrópico (América tropical). Sus hojas son ovaladas con peciolos largos y angostos, sus flores son pentámeras de color lila. Es considerada una maleza en canales de riego y drenaje ya que disminuye la vida útil de estos, además afecta al arroz.